# Alegeri legislative în România, 1957
Alegerile parlamentare din România din 1957 au fost convocate pe 3 februarie 1957 în Republica Populară Română. Frontul Democrației Populare a obținut 98,88% din voturi.